# Silene filifolia
Silene filifolia är en nejlikväxtart som först beskrevs av Dusen, och fick sitt nu gällande namn av Gilbert François Bocquet. Silene filifolia ingår i släktet glimmar, och familjen nejlikväxter. Inga underarter finns listade i Catalogue of Life.